# Aphrodite Sosandra
Pour les articles homonymes, voir Aphrodite (homonymie).
L'Aphrodite Sosandra (« qui sauve les hommes ») est une sculpture grecque des années 460 av. J.-C. environ, réalisée par le sculpteur Calamis en bronze. Fort célèbre dans l'Antiquité, elle n'est de nos jours connue que par des copies en marbre de l'époque romaine, la meilleure étant probablement celle du Musée archéologique national de Naples, datée du IIe siècle de notre ère. Le type dit de l'« Aphrodite Sosandra » est la seule attribution à Calamis qui soit en tout cas vraisemblable.

## Histoire

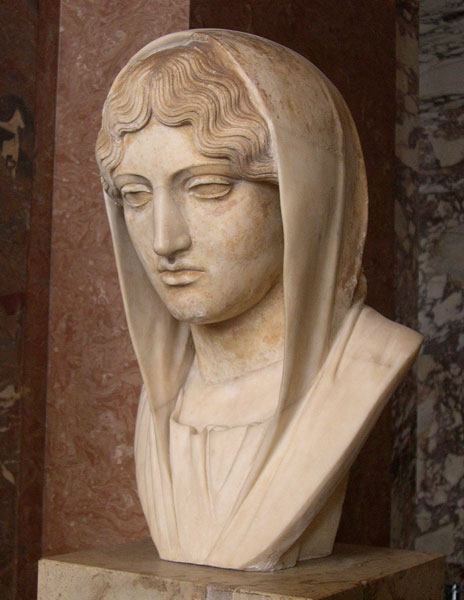
Tête dAphrodite Sosandra (II) du Musée du Louvre.

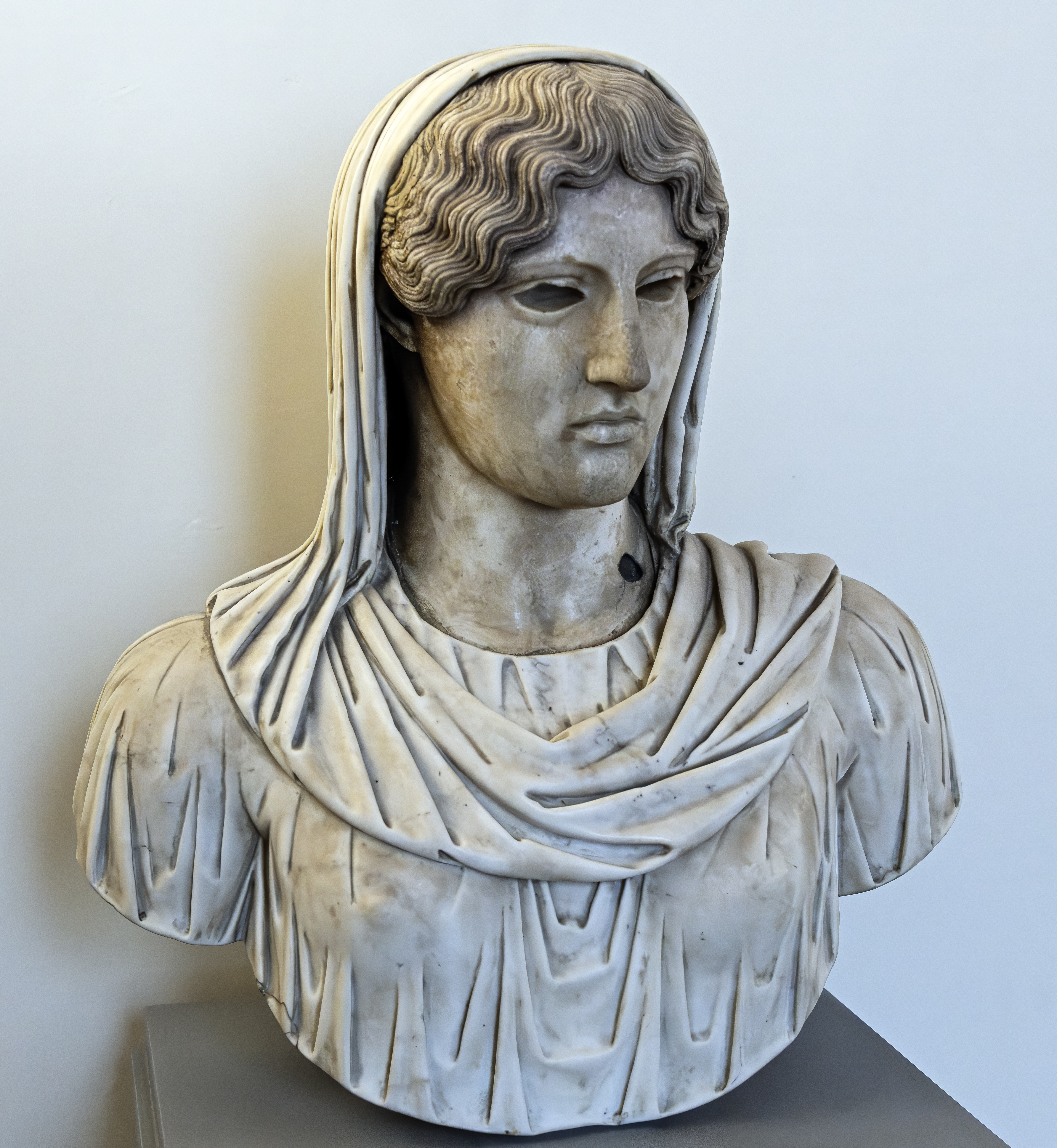
Aphrodite Sosandra (II) Musée archéologique national de Venise

L'écrivain Lucien de Samosate, se souvenait de la statue, affirmant qu'elle était placée à l'entrée des Propylées de l'Acropole d'Athènes, soulignant son sourire « pur et vénérable »: 
Une vingtaine de copies en marbre de l'époque romaine sont attribuées à cette sculpture grecque, dont un corps sans tête et un buste au Louvre, ainsi qu'un fragment de la tête à l'Antiquarium du Palatin à Rome. La statue de Naples a été trouvée dans les ruines de Baïes et à une étape à demi-achevée : le polissage n'a pas été effectué. Un autre exemplaire est conservé au musée de Pergame à Berlin.
On a probablement retrouvé sa base, qui porte l'inscription : « Consécration de Callias. Œuvre de Calamis » ([Καλ]λίας [ἀνέ]θηκε [Κάλ]αμις [ἐπόε]) », mais pas la statue elle-même.

## Description du type de l'Aphrodite Sosandra

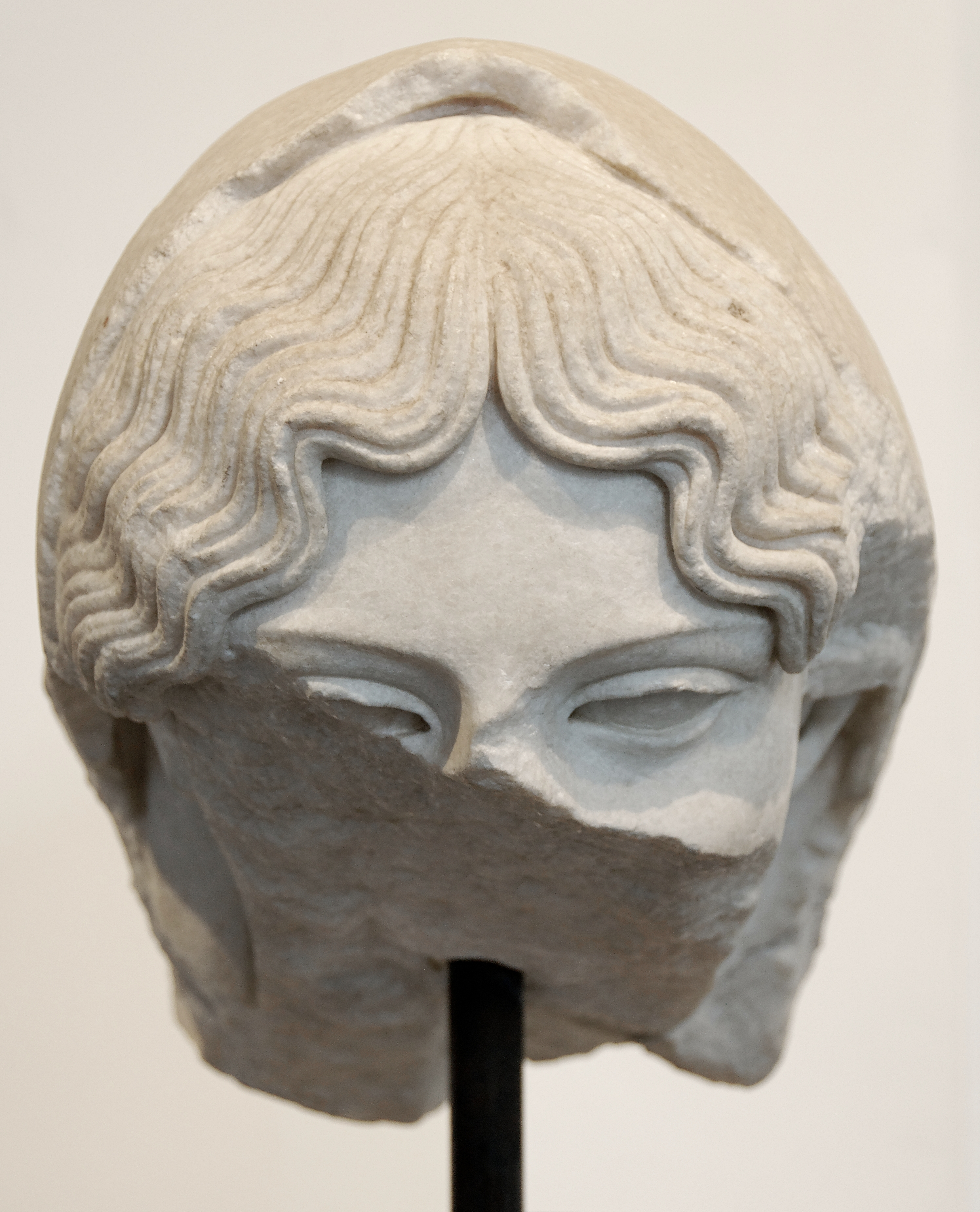
Fragment d'une copie d'Aphrodite Sosandra. Musée du Palatin, Rome.

La déesse Aphrodite est représentée enveloppée dans un manteau, y compris la tête. Il s'agit de l'un des exemples les plus connus de la sculpture grecque de style sévère. On peut admirer son sourire serein et discret, ainsi que l'élégance et l'allure du drapé du vêtement de la déesse. Il s'agit d'une des premières sculptures à révéler une introspection psychologique. 
Du beau visage ovale, l'archéologue et historien de l'art italien Luigi Lanzi a souligné « la modestie et le sourire ». Elle représente probablement Elpinikè, sœur de Cimon et femme de Callias. Elle a été identifiée dans le type dit « d'Aspasie ».
La statue d'Aphrodite Sosandra (salvatrice des hommes), consacrée par Callias sur l'Acropole d'Athènes, est admirée par Lucien de Samosate, qui vante son « sourire serein et discret », sa légèreté et son élégance. On peut situer l'original du type, traditionnellement appelé « Aspasie », vers 460, dont on[réf. nécessaire] croit reconnaitre 8 copies. Ce type montre une femme enveloppée, par-dessus ce qui doit être une tunique, dans un manteau aux plis simples. L'une d'elles, pas tout à fait achevée, découverte à Baïes confirme les précédentes reconstitutions. Ce n'est évidemment pas Aspasie, la maîtresse de Périclès. Mais on a proposé d'y voir l'Aphrodite de Calamis que Pausanias, signale à l'entrée de l'Acropole, et qui est décrite sous le nom de Sôsandra : « La Lemnia et Phidias ont un contour de l'ensemble du visage et des joues délicat, un nez justement proportionné. Mais la Sôsandra et Calamis l'orneront de pudeur, avec un sourire noble… Un manteau l'enveloppe avec décence et modestie, sauf la tête qui est découverte ». Le type d'Aspasie (compagne et épouse de Périclès) est le seul, parmi ceux qu'on peut faire remonter à un original de cette période, qui montre ce vêtement. Ici avec un déhanchement bien marqué, avec un pied droit plus écarté que d'ordinaire, le sculpteur a su garder la structure du corps très sensible, avec la saillie du sein droit et du genou gauche, tout en animant la statue d'un mouvement tournant, comme en hélice, vers sa gauche. L'organisation des plis en un grand Y est enrichie, sur la périphérie, par la retombée sous l'avant-bras gauche, et les plis obliques serrés qui passent sur l'épaule du même côté.